# دولثي تشاكون
دولثي تشاكون جوتيريث (بالإسبانية: Dulce Chacón) (3 يونيو 1954 - 3 ديسمبر 2003)، هي كاتبة روائية وشاعرة إسبانية. وُلدت ببلدية صفراء، بطليوس في الثالث من شهر يونيو لعام 1954 وتوفيت في بلدية برونيتى في مدريد، في الثالث من شهر ديسمبر لعام 2003. وهي الأخت التوأم للكاتبة -أيضاً- إنما تشاكون.

## السيرة الذاتية والطريق الأدبي
نشأت دولثي تشاكون في عائلة ثرية ومحافظة ببلدية صفراء، حسب ما ذكرته الكاتبة «عائلة أرستقراطية ويمينية تنتمي للمتمردين الذين كانوا ضد حكومة الجبهة الشعبية». كان والدها -انطونيو تشاكون- عمدة صفراء أثناء حكم فرانكو وكان أيضاً شخص تنويري ذو اهتمامات أدبية، بالطبع كان يؤلف أعمال تحت اسم مستعار«أتشى» وكان يقرأ الشعر لعائلته، وهو ما أيقظ الولع الأدبي لتلك الشابة.
في سن الحادية عشر تُوفي والدها. بعد عام ذهبت والدتها -ماريا جوتيريث- للعيش في مع باقي العائلة بمدريد، حيثما استقرت فيما بعد. ذهبت الأختان -دولثي وإنما- للدراسة بمدرسة داخلية، وبدأت دولثي تكتب قصائدها محاولةً أن تهرب من واقعها الشخصي الصعب. ومن قرائتها الشعرية أثناء فترة شبابها التي تركت بصمة كبيرة على قصائدها هي قرائتها لثيلان وريكلي وتيسار بايخو وخوسى آنخيل بالينتى. وفي فترة لاحقةً تأثرت قصائدها بفيليكس جراندى كما تأثرت رواياتها بكتابات خوليو ياماثاريس ولويس لانديرو وخوسيه ساراماجو. كانت تربطها صداقة وثيقة بكلاً من لانديرو وساراماجو، كما كانت تربطها علاقة وطيدة بزوجة ساراماجو -بيلار ديل ريو-.
بالرغم من أنها بدأت تكتب قصائدها في سن مبكر، إلا أنها لم تقم بنشر كتابها الأول: ديوان سيرغبون في تسميته حتى عام 1992. ثم تبعه أعمال شعرية أخرى: كلمات كالحجر 1993 وضد عدم احترام السمو ولهذا العمل الأخير حصلت على جائزتها الأولى -مدينة إرون- بعد ذلك الحين تفرغت لكتابة الروايات. في عام 1996 تم نشر رواية الحب الذي لا يقتل التي تتناول قصة سيدة مُهانة من جانب زوجها ولقد صنفها ساراماجو على النحو التالي بأنها «رواية قاسية ولكن وجودها ضروري». في العام التالي قامت بنشر روايتها الثانية بلانكا سوف تطير غداً. كان عام 1998 حافلاً بالأعمال؛ فلقد نُشر كتاب ماتادورا (أي مصارعة الثيران) وهي سيدة ذاتية لكرستينا سانتشيذ، أول مصارعة للثيران بإسبانيا، وهكذا أطلقت أول عمل مسرحي لها. ثم أطلقت اليد الأخرى -ثاني رواية- ثم نشرت ثالث رواية حدثني يا موسى عن ذاك الرجل. في هذا العمل أعادت تناول أحد مواضيع الحب الذي لا يقتل مثل العنف الأسري، متناولةً أشكال أخرى من التشدد مثل كراهية الأجانب. برواية حدثني أكملت تشاكون ثلاثية تتحدث عن اعتزال الزواج. بعد ذلك نُشر ديوان جديد بعنوان مقتل الملاك 1999 وفي نفس العام تم نشر طبقات الوحل، رواية غنائية تدور أحداثها في إكستريمادورا خلال فترة ما بعد الحرب وهذا ما قدمته في نسخة عام 2000 الحاصلة على جائزة أثورين تحت الاسم المستعار «أتشى». هذه الرواية، الحاصلة على الجائزة، كانت مُهداه إلى أنطونيو تشاكون -والدها- أما عنوان الرواية فكان مُهدى إلى الكاتب خوليو ياماثاريس.
في عام 2002 تم نشر روايتها الصوت النائم. تأخرت تشاكون أربع سنوات في كتابتها؛ فلقد كانت بدأت في تجميع مادة الرواية من قبل نشر مقتل الملاك وطبقات الوحل. في هذه الرواية استكملت تشاكون عرض الصعوبات الجارية بعد الحرب، راويةً بعض الشواهد المسجلة في كل إسبانيا لسيدات عانوا من القمع أثناء فترة حكم فرانسيسكو فرانكو خلال السنوات الأربعين. حصلت الرواية على جائزة الليبرو (الكتاب) لعام 2003 المقدمة من نقابة باعة الكتب بمدريد. في عام 2002 أُطلقت النسخة المسرحية للحب الذي لا يقتل، والتي كتبتها تشاكون بنفسها. وقام المخرج إدواردو باسكو بإخراجها. في عام 2003 نُشر الديوان الشعري أربع نقاط.
إن مهنة دولثي تشاكون هي التي أودت بحياتها بشكل مفاجئ. توفيت تشاكون في الثالث من ديسمبر لعام 2003، نتيجة إصابتها بسرطان البنكرياس قبل شهر من تاريخ الوفاة والذي كان قد تمدد إلى الكبد. وُضعت رفاتها في مسقط رأسها بجانب رفات والدها أنطزنيو تشاكون. جزء من رقاتها نُشر في جبال التورنو، في قرية صغيرة بمنطقة بايى ديل خيرتى. تاركةً زوج مع ابنتين وابن.

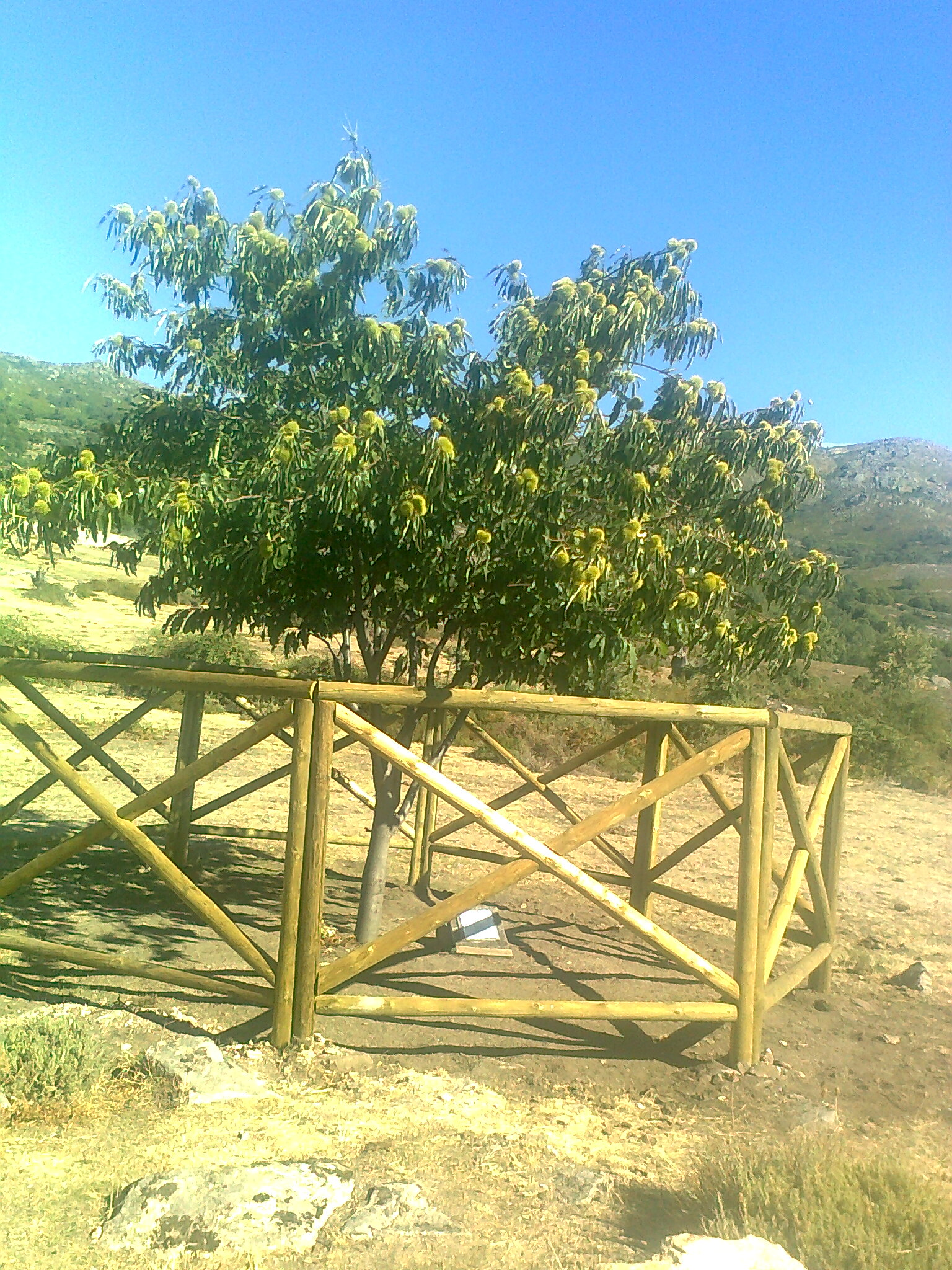
مكان نثر بعض رفات دولثى تشاكون بالقرب من مدفن والدها

## الاتجاه الاجتماعي والسياسي
بالرغم من انتمائها لعائلة محافظة، فإن دولثي تشاكون تحولت مبكراً إلى شخصية يسارية. حسب ما أعلنته، فإن أحد أسباب هذا التحول كان صمت عائلتها أمام القمع المرتكب من قِبل فرانكو، والذي كان دامياً في منطقة صفراء التي قُتل بها مئتين وأربعين شخصاً على يد السلطة الجديدة أثناء الشهور الأولى من الحرب بعد وقوع المدينة في أيدي الثوار في الثامن من أغسطس لعام 1936. كانت تحتوي المدينة على سبعة ألاف مواطن وبعد اندلاع الحرب لم يتم قتل أي يميني قبل دخول قوات الثوار. إن وقوع ضحايا بسبب نظام فرانكو كان أحد أسبابها الرئيسية الغير مُعلنة كي تكون يسارية؛ فلقد أوضحت أن الضغينة المستمدة من العنف السياسي خلال الحرب الأهلية وأن نظام فرانكو لا زالوا متواجدين. كان شعارها لما سبق هو "لا ضغينة ولا نسيان". وأعلنت أيضاً أن التصالح الحقيقي لم يتم المصول إليه بعد فإنه لم تتم بعد تلك المحادثة المنتظرة. لقد استمعنا إلى المنتصرين، الآن علينا أن نستمع إلي المهزومين".
بالتالي، فلقد اشتركت تشاكون في العديد من الأنشطة الاجتماعية والسياسية ذوات الطابع التقدمي. كتبت الصوت النائم وهو العمل الذي روت فيه شواهد سيدات من الجانب الخاسر بسبب الحرب الأهلية المشتعلة في كل إسبانيا. أما ما يتعلق بغزو العراق، فلقد شكلت جزء من منصة مثقفون ضد الحرب وقرأت مع الكاتب الحاصل على نوبل -خوسيه ساراماجو- البيان المضاد للحرب والمُعلن بعد المظاهرة الضخمة التي أُقيمت في مدريد في اليوم الخامس عشر من مارس لعام 2003. ولأنها كانت تمثل جزء من منصة نساء ضد الحرب فإنها ذهبت إلى بغداد في نفس العام لتفقد وضع الشعب العراقي. ثم انضمت إلى جمعية نساء ضد العنف الجنسي. أيضاً شكلت جزء من ائتلاف أخوة وأصدقاء وزملاء خوسيه كوسو -المصور الذي تم قتله على يد القوات الأمريكية في بغداد أثناء الغزو.
إن زوج تشاكون -ميكيل آنخيل ألكانترا- وصفها «بالمقاتلة اليسارية الملحدة والمتمرده وأن سلاحها الأفضل كان الكتابة».

## الجوائز
أطلقت المدينة الأصلية على دولثي تشاكون اسم الابنة المفضلة بعد وفاتها، في السابع عشر من شهر فبراير لعام 1005. أيضاً أطلقوا اسمها على ميدان ثم أسسوا جائزة روائية إسبانية باسمها. في عام 2003 قامت المقاطعة المدريدية برونيتى، حيثما كانت تعيش دولثي تشاكون، أسست جائزة أدبية للرواية القصيرة «دولثي تشاكون».
في عام 2009 أطلق باريكادا (فريق غنائي إسباني) كتاب إسطواني بعنوان الأرض الصماء والمُرفق بثماني عشر أغنية عن قمع نظام فرانكو. حسب ما أعلنه انريكى بياريل وهو قائد الفريق بأن قرائته لرواية الصوت النائم هو ما دفعه لإنشاء هذه الأسطوانة. بعض الأغاني أُخذت بشكل مباشر من الشواهد المُحكاة بواسطة تشاكون. قدم باريكادا هذا العمل في صفراء في عام 2010.
وضع المعهد التعليمي الثانوي لبلدة لاغاروفايلا (بطليموس) من عام 2005 اسم دولثي تشاكون في ذكرى وفاة الكاتبة الثانية. وأيضاً صالة الاجتماعات بإشبيلية ومدرسة عامة في المقاطعة المدريدية فوينيلابرادا ومدرسة أخرى في مقاطعة ريفاس- فاسيامدريد يحملون اسمها.

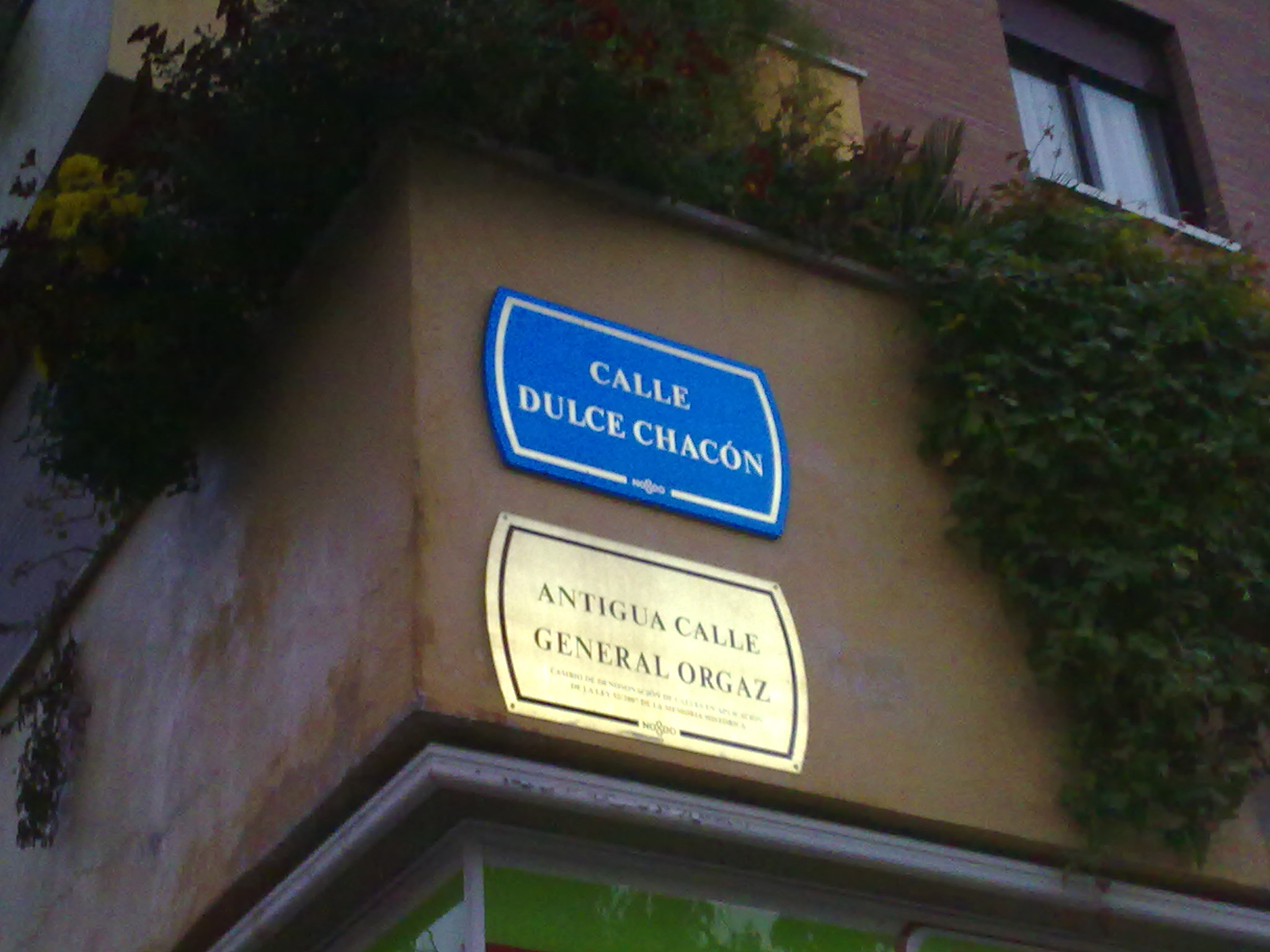
الشارع المسمى باسم دولثى تشاكون في مدينة إشبيلية

## الأعمال

### الشعر
- سيريدون تسميته 1992.
- كلمات كالحجر 1993.
- ضد عدم احترام السمو 1995، والحاصل على جائزة مدينة إرون.
- مقتل الملاك 1999.
- أربع نقاط 2003.

### الروايات
- الحب الذي لا يقتل 1996.
- بلانكا ستطير غداً 1997.
- حدثني يا موسى عن ذاك الرجل 1998.
- طبقات الوحل 2000.